# Orijaška uvijuša
Orijaška uvijuša (lat. Vallisneria nana, sinonim Vallisneria gigantea), biljna vrsta iz porodice žabogrizovki, vaskularne tropske jednosupnice porijeklom iz sjeverne Australije, a raste od Filipina do Nove Kaledonije. U svom prirodnom staništu u sjevernoj Australiji naraste do 15 centimetara, ali po akvarijima mnogo više, od 30 pa do 80 centimetara te se danas često koristi za male akvarije, što ju je učinilo invazivnom vrstom kao i V. spiralis. Akvaristima je dostupna i u Hrvatskoj, lako se uzgaja jer nije mnogo zahtjevna i brzo se razmožava bočnim izdancima koji se razvijaju iz matičnog korijena.
Listovi su joj dosta uži nego kod drugih vrsta Vallisnerie (manje od 1 cm), i tamnozelene su boje.
Na engleskom govornom području poznata je pod nazivom Narrow Leaf Eelgrass

## Sinonimi
- Vallisneria gigantea Graebn.
- Vallisneria gracilis F.M.Bailey